# Tampèlga (Boussouma)
Pour les articles homonymes, voir Tampèlga.
Tampèlga est une localité située dans le département de Boussouma de la province du Sanmatenga dans la région Centre-Nord au Burkina Faso.

## Géographie
Localisé sur la rive gauche du fleuve Nakembé, Tampèlga se situe à environ 15 km au nord-ouest de Boussouma, le chef-lieu départemental, et à 20 km au sud-ouest du centre de Kaya, la capitale de la région. Le village se trouve à 11 km au sud de la route régionale 14 reliant Kaya à Mané et à 12,5 km à l'ouest de la route nationale 3 reliant Kaya à Korsimoro.

## Éducation et santé
Tampèlga accueille un centre de santé et de promotion sociale (CSPS) tandis que le centre médical avec antenne chirurgicale (CMA) se trouve à Boussouma et que le centre hospitalier régional (CHR) est à Kaya.
Le village possède une école primaire publique mixte ainsi que l'un des collèges d'enseignement général (CEG) du département.